# Jiřice u Moravských Budějovic
Jiřice u Moravských Budějovic település Csehországban, a Znojmói járásban. Jiřice u Moravských Budějovic Hostim, Prokopov, Boskovštejn és Střelice településekkel határos. Lakosainak száma 56 fő (2024. január 1.).

## Népesség
A település lakosságának változását az alábbi diagram mutatja:
| Lakosok száma | 127  | 147  | 142  | 112  | 99   | 54   | 54   | 54   | 55   | 56   |
|               | 1869 | 1890 | 1921 | 1950 | 1980 | 2001 | 2017 | 2019 | 2022 | 2024 |